# 鳥のように
『鳥のように』（とりのように）は、大島弓子による日本の漫画作品。およびそれを表題とした作品集。表題作は『別冊少女コミック』（小学館）1971年5月号に掲載された。
衣替えで、半袖になった腕を描くのが楽しかったということである。

## あらすじ
山上愛は高校2年生で所在ない毎日を過ごしていたが、担任教師の松平が授業中に幼い我が子をあやす場面を目撃し、放課後、彼の家庭を覗いたことで、退屈な日常が一変する。同時に今まで敬遠していた先生に淡い思いを抱くようになったが、あるとき、松平の子供の病気の看護がきっかけで彼を尾行することになり、彼が山奥で謎の女性と抱擁している場面を目撃する。

## 登場人物
山上愛（やまがみ あい）
主人公。
松平（まつだいら）
愛のクラスの担任教師で、数学教師。2人の子供を育てている。
松平月のすけ（まつだいら つきのすけ）
松平の長男で、幼稚園児。
松平星のすけ（まつだいら ほしのすけ）
松平の次男。赤ん坊。

## 同時収録作品

### あしたのともだち
『別冊少女コミック』1971年10月号に掲載。大島弓子の初小学館掲載作品。
森陽介（もり ようすけ）のクラスに、優等生で美人の尾崎咲子（おざき さきこ）が転入してきた。彼女は全国英語弁論大会で2年連続で1位を獲得しており、小学校の教師になることが夢であった。しかし、彼女には幼い妹がいて、貧乏暮らしで教科書を買うこともできず、森から借りた教科書を写す毎日で、学校には内緒でアルバイトしているゴーゴーダンサーの収入で家計を支えなければならなかった。その彼女のアルバイトがクラスメートに露見しそうになり、しばらく彼女はアルバイトをすることができなくなる。

### わたしはネプチューン
『週刊少女コミック』1972年7月号掲載。
病院を経営している父の令嬢である山際杏子（やまぎわ きょうこ）は亡き実母を慕っており、父が新しく再婚した継母と折り合いが悪かった。母親の唯一の形見である夏の肩掛けを燃やされてしまった彼女は家を飛び出し、奨学金で学校に通うようになった。そんな彼女のところへ、医者の卵と称する山路みつるという、7月のネプチューン生まれの青年が現れる。彼はかつて自分が住んでいたという柿屋敷を杏子に見せる。

### リベルテ♥144時間
『月刊プリンセス』1975年12月号に掲載。

### アポストロフィーS
『JOTOMO』1976年3月号に掲載。

### 七月七日に
『別冊少女コミック』1976年7月号に掲載。

## 解説
- 斎藤次郎は、大島弓子の作品はファンタスティック・コメディと名づけるべきものであると主張している。その上で、この作品の面白さは幻の白い鳥を胸に秘めた教師がいて、そのようなもう一つのリアリティに心を奪われる魂に惹かれる少女がおり、彼女の心の揺らめきを追体験する読者との間で、重なり合った同心円の構造が生まれ、主人公と教師の恋愛を通して、最終的に読者自身が「鳥のように」なり、作者自身と邂逅する結果になると述べている。そのメッセージは簡単なもので、評者にとっては「半そでって気持ちいいわね」といった簡単なものであり、なおかつ幸福感に満ちあふれたものであったと評している[2]。

## 単行本
- 『鳥のように』 小学館（小学館文庫）（1976年12月20日刊）
  - 収録作品 -『鳥のように』・『あしたのともだち』・『わたしはネプチューン』・『リベルテ♥144時間』・『アポストロフィーS』・『七月七日に』
- 『大島弓子全集第2巻  ミモザ館でつかまえて』朝日ソノラマ（1986年4月30日刊）
  - 収録作品 -『さよならヘルムート』・『鳥のように』・『星にいく汽車』・『わたしはネプチューン』・『なごりの夏の』・『雨の音がきこえる』・『風車』・『つぐみの森』・『ミモザ館でつかまえて』